# Östra Ljungby
Östra Ljungby (Østre Lyndby på dansk i 1500-tallet) er en by med cirka 890 indbyggere i Klippan Kommune i Skåne. Byen ligger i Nørre Asbo Herred.
56°12′13″N 13°07′10″Ø / 56.203599°N 13.119316°Ø